# فرانکو (نام)
فرانکو یک نام کوچک و نام خانوادگی‌ست. افراد شاخص با این نام از این قرار‌اند:

## نام کوچک
- فرانکو ایونجلیس
- فرانکو نرو

## نام خانوادگی
- فرانسیسکو فرانکو
- جیمز فرانکو
- لرین فرانکو
- ال فرانکو